# Rhamphomyia calcarifera
Rhamphomyia calcarifera är en tvåvingeart som beskrevs av Saigusa 1964. Rhamphomyia calcarifera ingår i släktet Rhamphomyia och familjen dansflugor. Inga underarter finns listade i Catalogue of Life.